# Jakub Brzeski
Jakub (Piotr Jakub) Brzeski z Brzezia herbu Oksza (zm. przed 1662) – łowczy sandomierski w latach 1654–1655, burgrabia opoczyński w 1640 roku, dworzanin królewski w 1652 roku.
Deputat z województwa sandomierskiego na Trybunał Główny Koronny w 1644/1645 roku. Poseł na  sejm elekcyjny 1632 roku z województwa sandomierskiego. Poseł na sejmy 1639, 1640, 1641, 1642, 1643. Poseł sejmiku opatowskiego na sejmy 1650, 1652 (I), 1652 (II), 1655 roku. Był elektorem Władysława IV Wazy w 1632 roku i Jana II Kazimierza Wazy w 1648 roku.